# غون لوند
غون لوند (بالسويدية: Gun Lund)‏ هي راقصة سويدية، ولدت في 1943.